# Gadeh Kahrīz
Gadeh Kahrīz (persiska: گودِه كَهريز, گَدی كَهريز, گده كهريز, Gūdeh Kahrīz) är en ort i Iran.   Den ligger i provinsen Ardabil, i den nordvästra delen av landet, 500 km nordväst om huvudstaden Teheran. Gadeh Kahrīz ligger 1 002 meter över havet och antalet invånare är 494.
Terrängen runt Gadeh Kahrīz är platt österut, men västerut är den kuperad.Runt Gadeh Kahrīz är det ganska tätbefolkat, med 56 invånare per kvadratkilometer. Närmaste större samhälle är Lārī, 11,4 km söder om Gadeh Kahrīz. Trakten runt Gadeh Kahrīz består i huvudsak av gräsmarker.